# مايكل بيتهام
مايكل بيتهام (بالإنجليزية: Michael Beetham)‏ (و. 1923 – 2015 م) هو عسكري محترف، وضابط، وطيار من المملكة المتحدة .